# Phanerotoma longiterebra
Phanerotoma longiterebra är en stekelart som beskrevs av Herbert Zettel 1990. Phanerotoma longiterebra ingår i släktet Phanerotoma och familjen bracksteklar.

## Underarter
Arten delas in i följande underarter:
- P. l. kraussi
- P. l. meridiana